# Escándalo de las condecoraciones

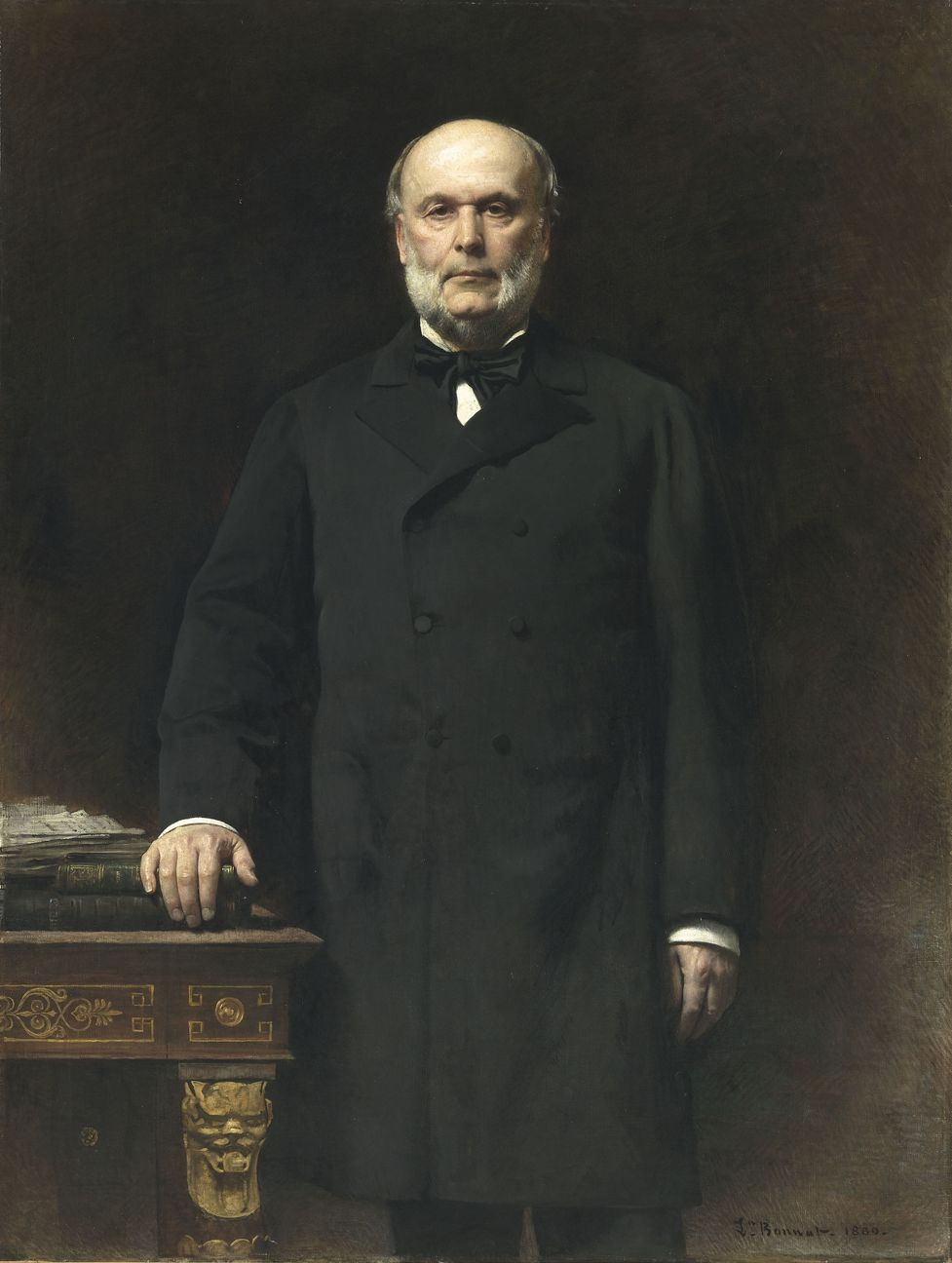
Jules Grévy, presidente de la República en el centro del escándalo (Retrato oficial, por Léon Bonnat).

En Francia, el escándalo de las condecoraciones es un caso político-financiero de tráfico de influencias que salpicó al presidente de la República Jules Grévy y le obligó a la dimisión el 2 de diciembre de 1887.
Este asunto no debe confundirse con otro caso de tráfico de condecoraciones de 1926, que implicó al funcionario Marcel Ruotte.

## Los hechos

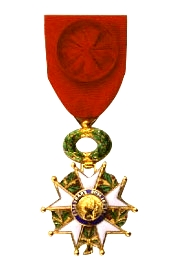
Legión de Honor en grado de Oficial (versión republicana).

El asunto saltó el 7 de octubre de 1887 cuando la prensa desveló el tráfico de condecoraciones puesto en marcha por Daniel Wilson, diputado de Indre y Loira y yerno del presidente de la República Jules Grévy. La investigación reveló que Wilson se valía de su influencia para la concesión de condecoraciones a políticos y empresarios. Había vendido desde un despacho del Elíseo millares de condecoraciones —sobre todo la Legión de Honor, a un coste de entre 25.000 y 100.000 francos de la época— a cambio de subvenciones a sus periódicos de provincias. Entre sus cómplices, se contaban el general Caffarel, y dos madames (la señora Limouzin y la señora Ratazzi), quienes revelaron a la policía que estas condecoraciones se negociaban en sus prostíbulos, a raíz de la denuncia de una antigua prostituta, Henriette Boissier.

## Consecuencias
La calle, los periodistas, la clase política, pero sobre todo Georges Clemenceau y Jules Ferry utilizaron este asunto para presionar al presidente Jules Grévy y lo empujaron a la dimisión el 2 de diciembre, después de una votación en el Parlamento. Sadi Carnot le sucedió, obteniendo una mayoría de sufragios sobre todo porque como ministro de Finanzas, había rechazado recomendaciones de Wilson.
Este último, protegido por su inmunidad parlamentaria, continuó con su escaño en el hemiciclo. Acabó siendo procesado en 1888, pero fue absuelto por motivos legales: había sido denunciado por el cargo de «corrupción de funcionario», pero como legalmente un diputado no podía ser considerado como funcionario, el procedimiento había sido declarado nulo. Volvió al congreso inmediatamente, indiferente a las burlas y al oprobio de sus colegas, y fue reelegido en 1893 y en 1896.
La constatación de la ausencia de una ley que prohibiese este tipo de corruptelas, implicó la creación de una incriminación específica que permitiese reprimirlas: el tráfico de influencias.

### Ferblanterie, de Caran de Ache

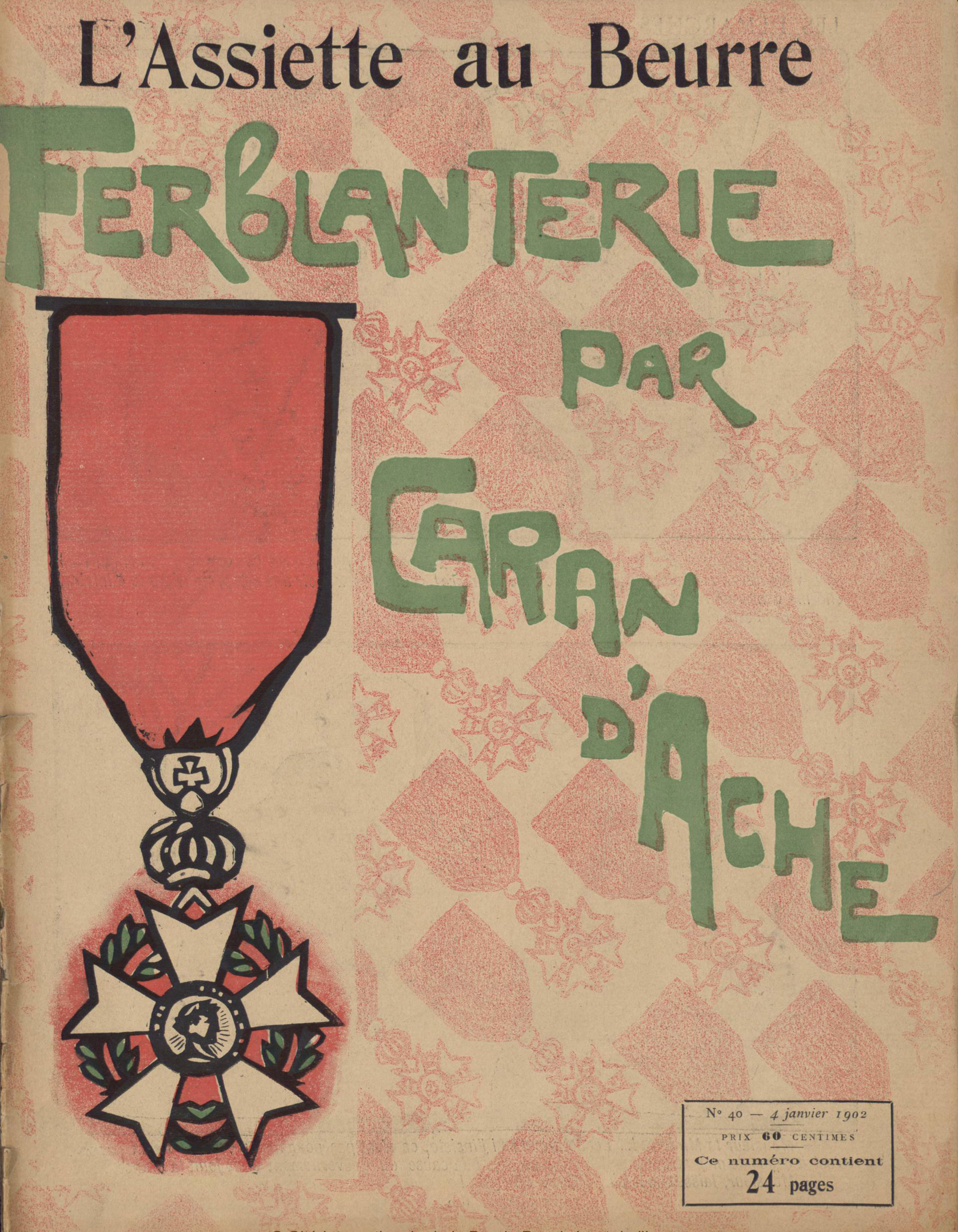
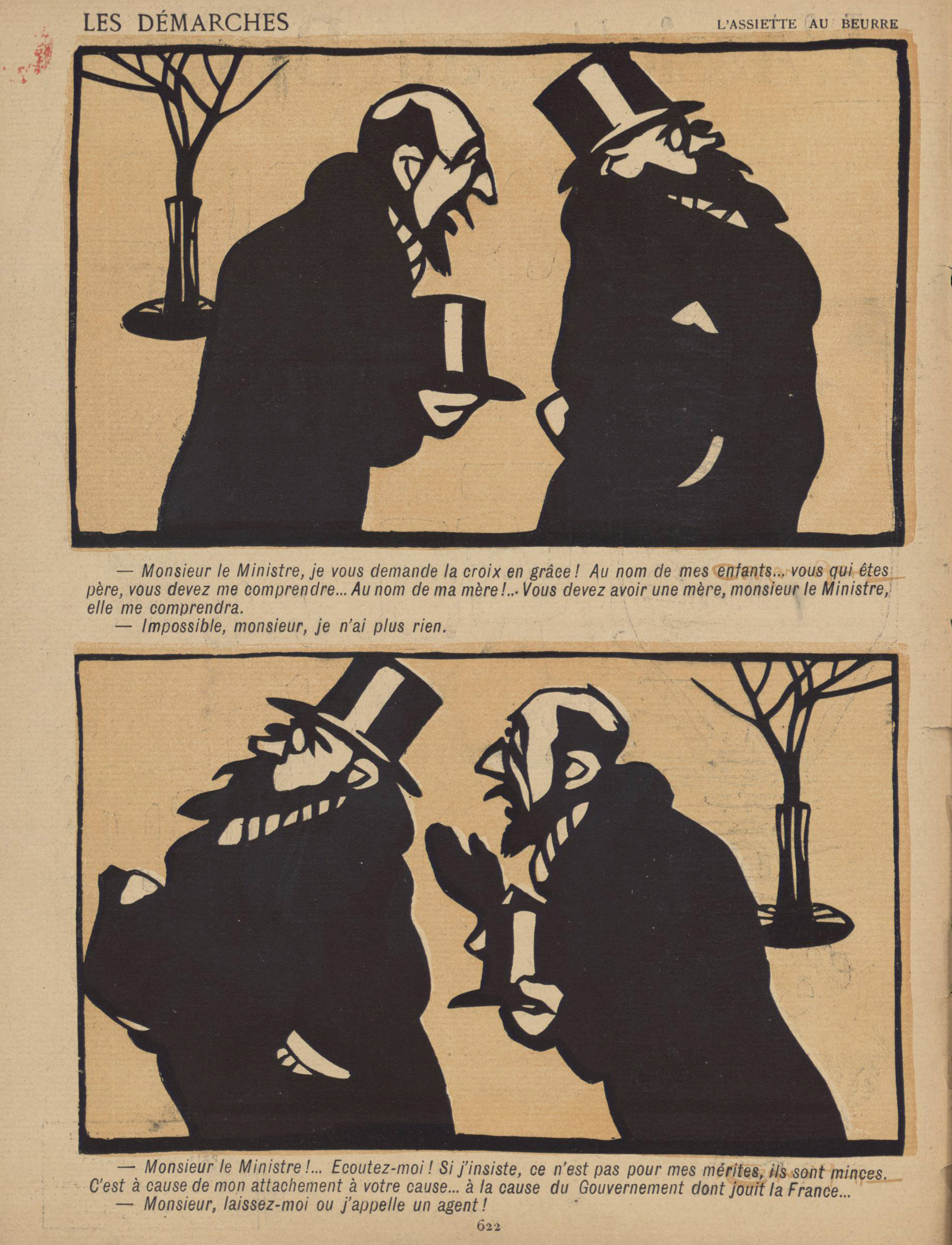
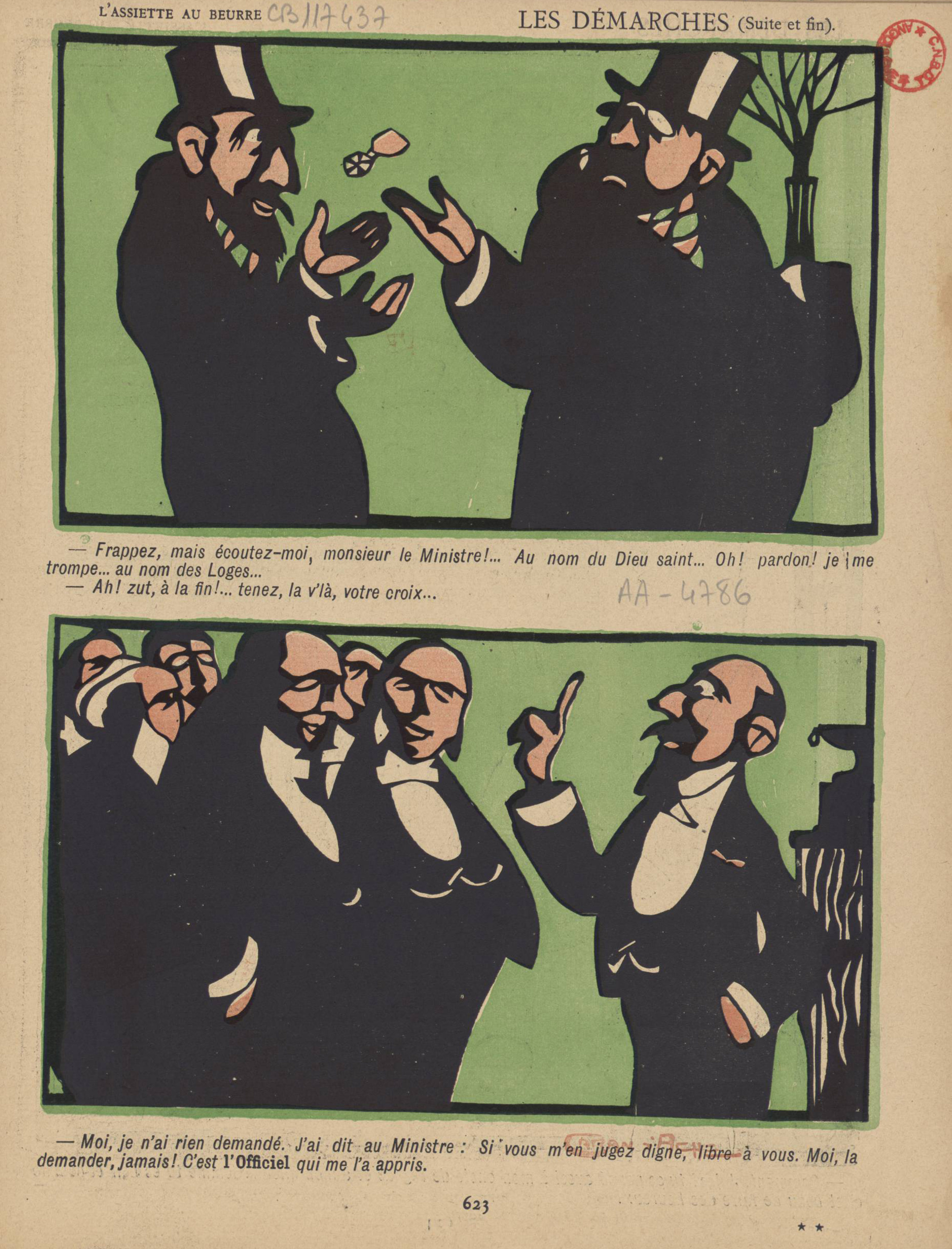
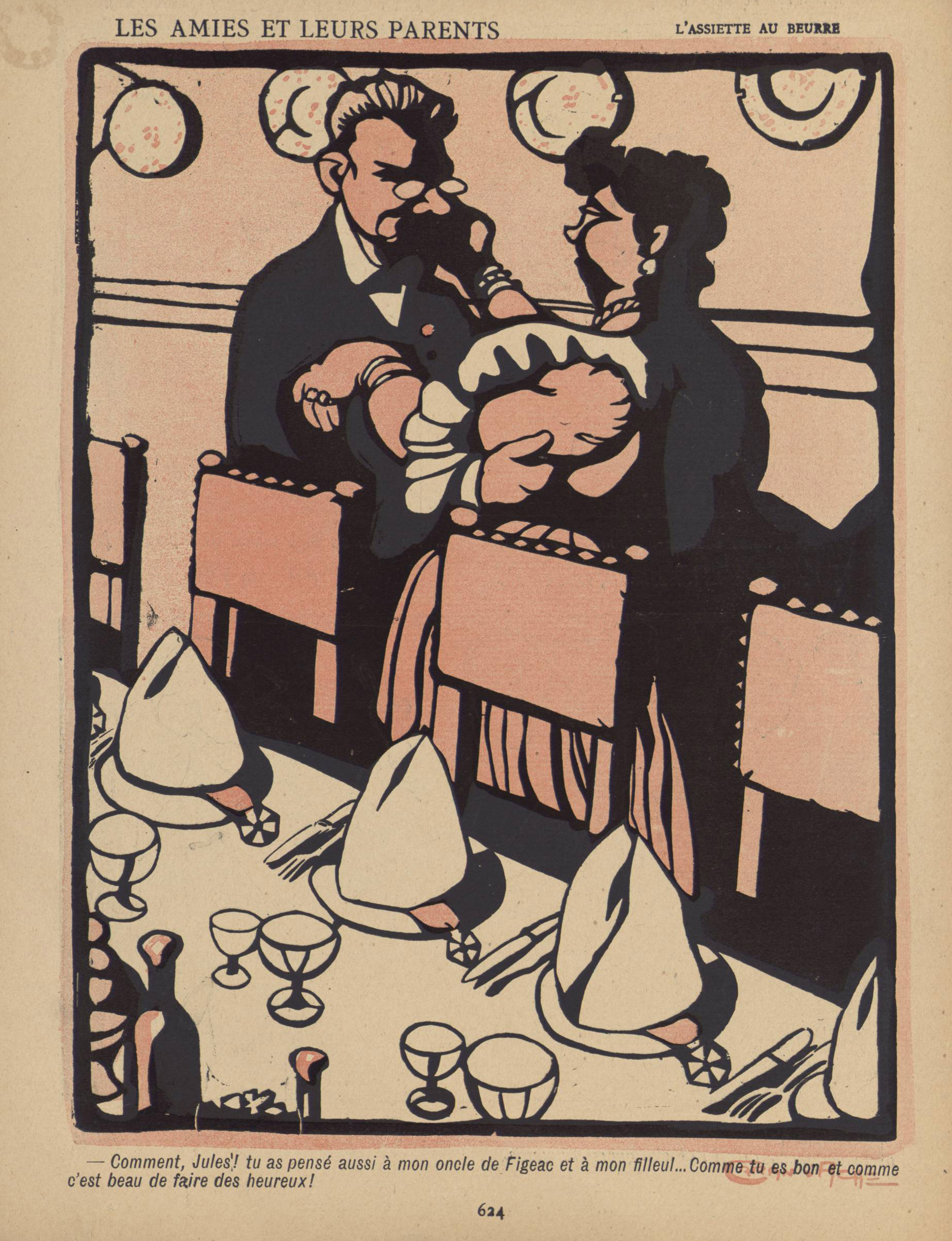
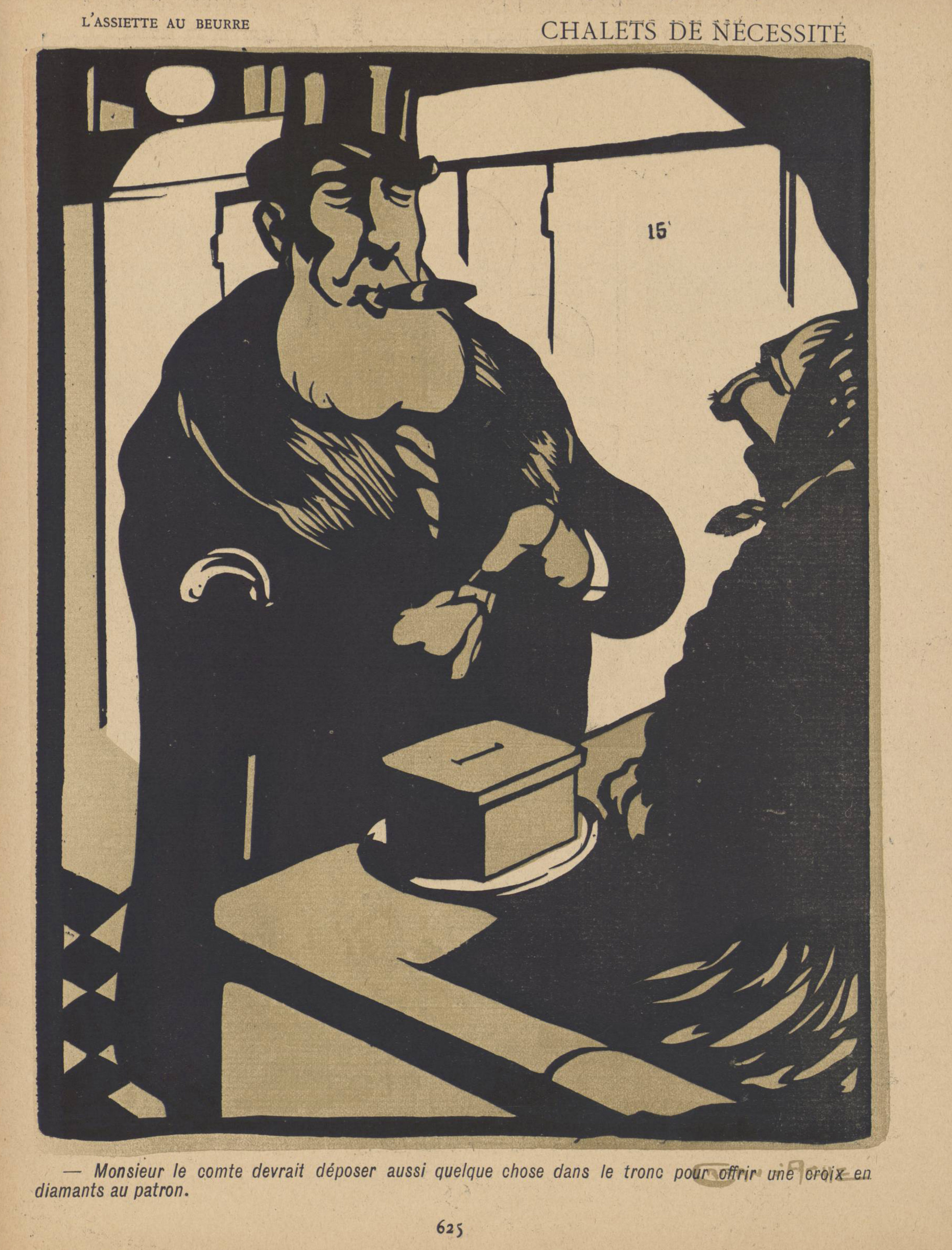
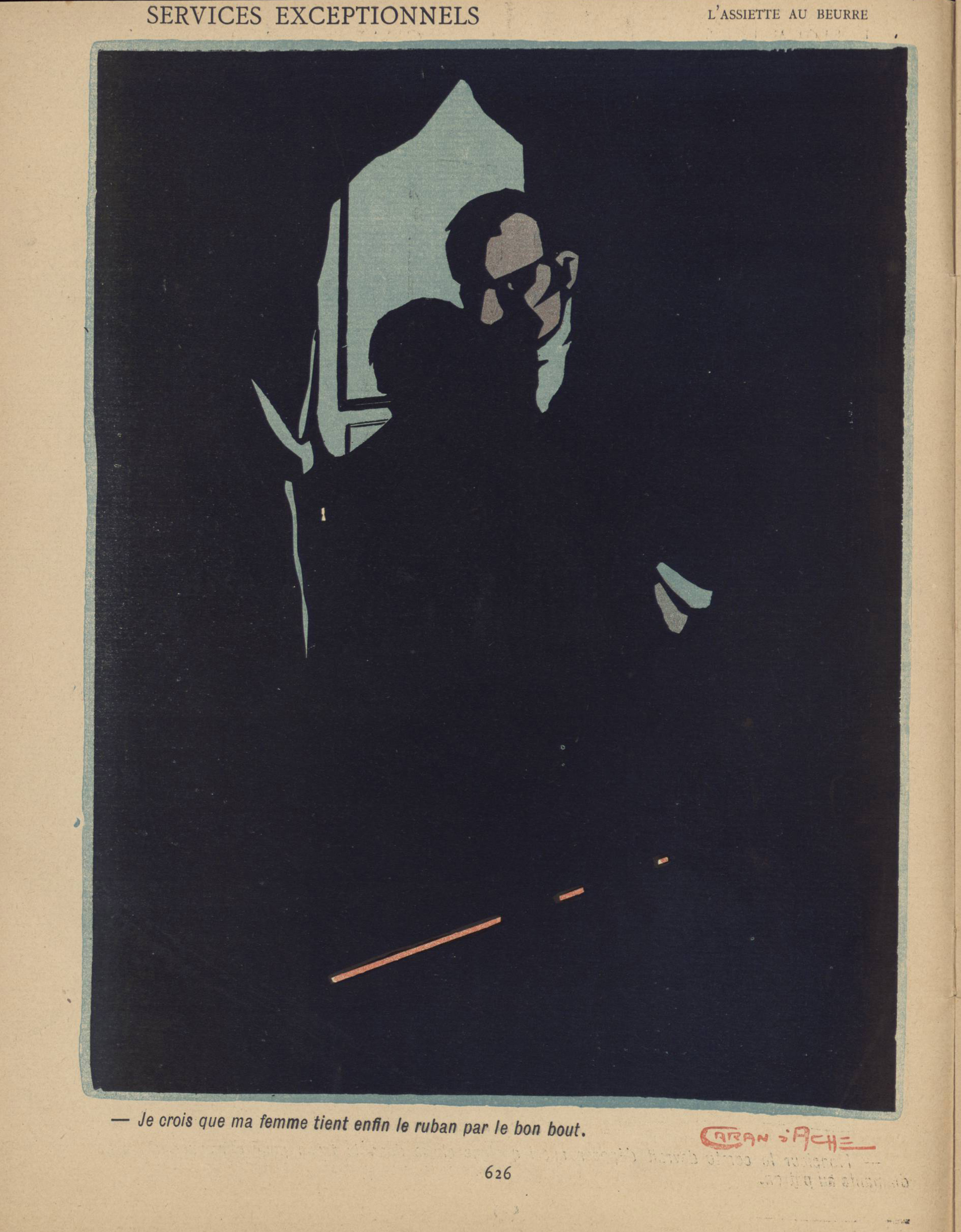
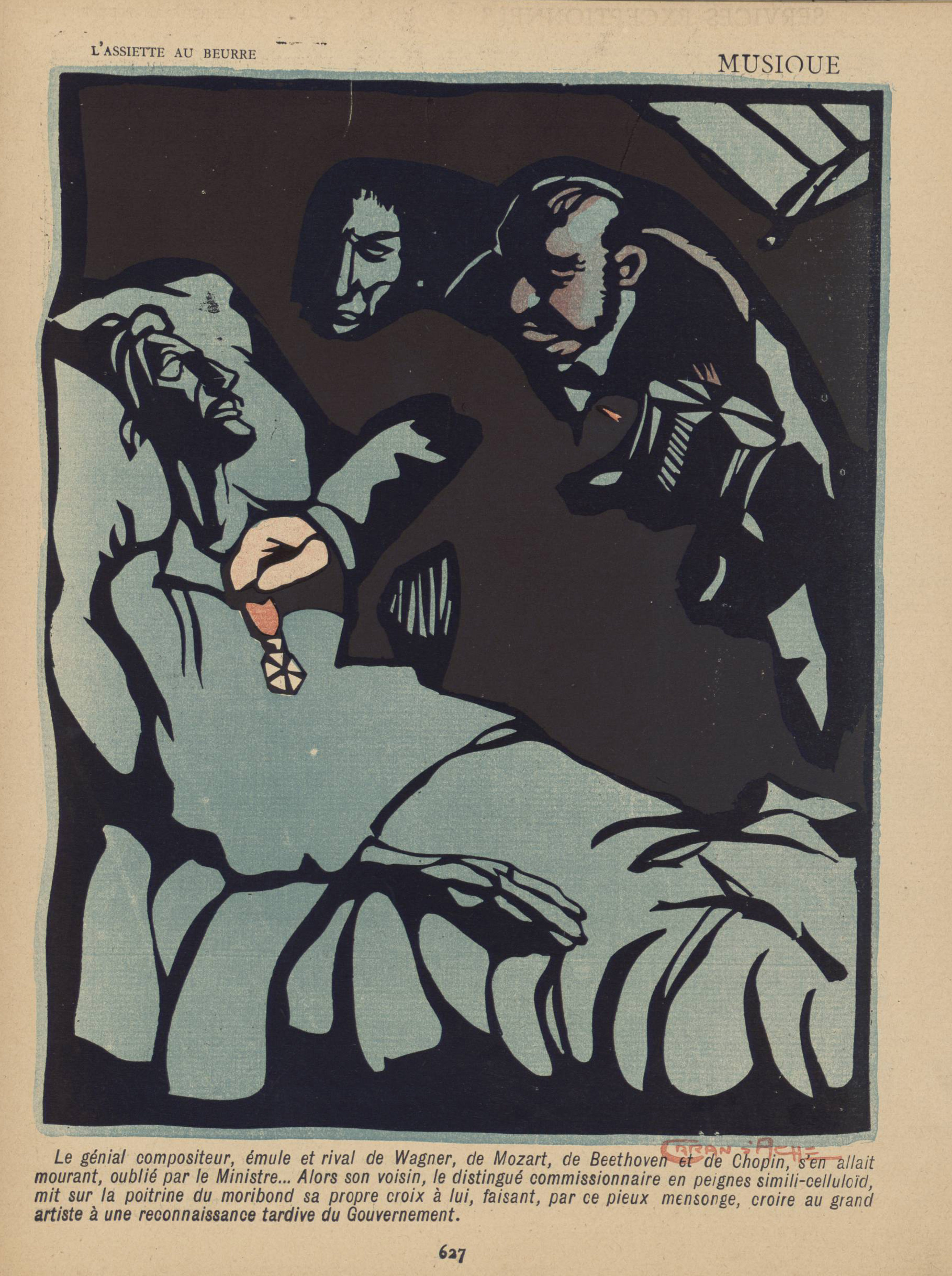
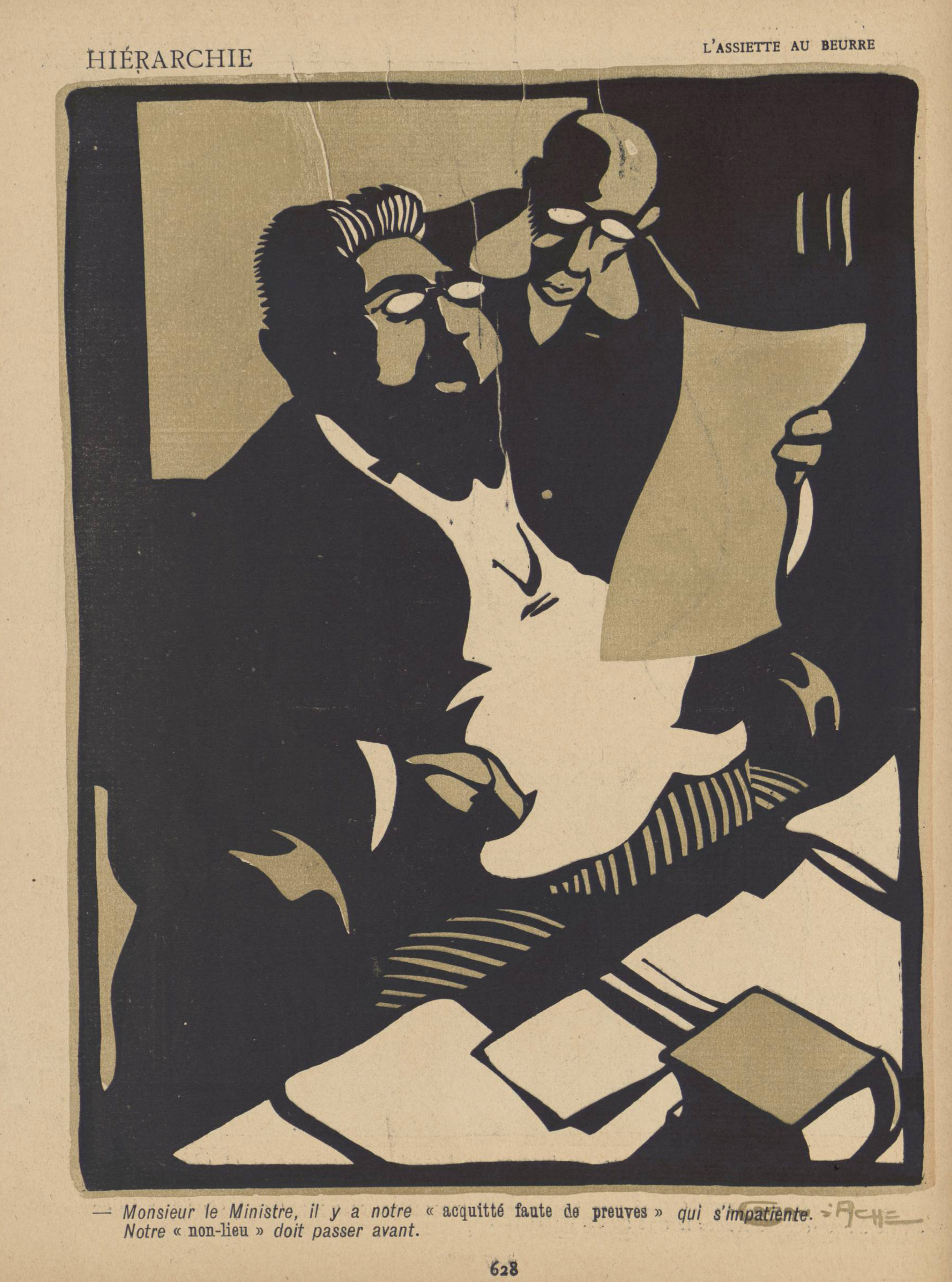
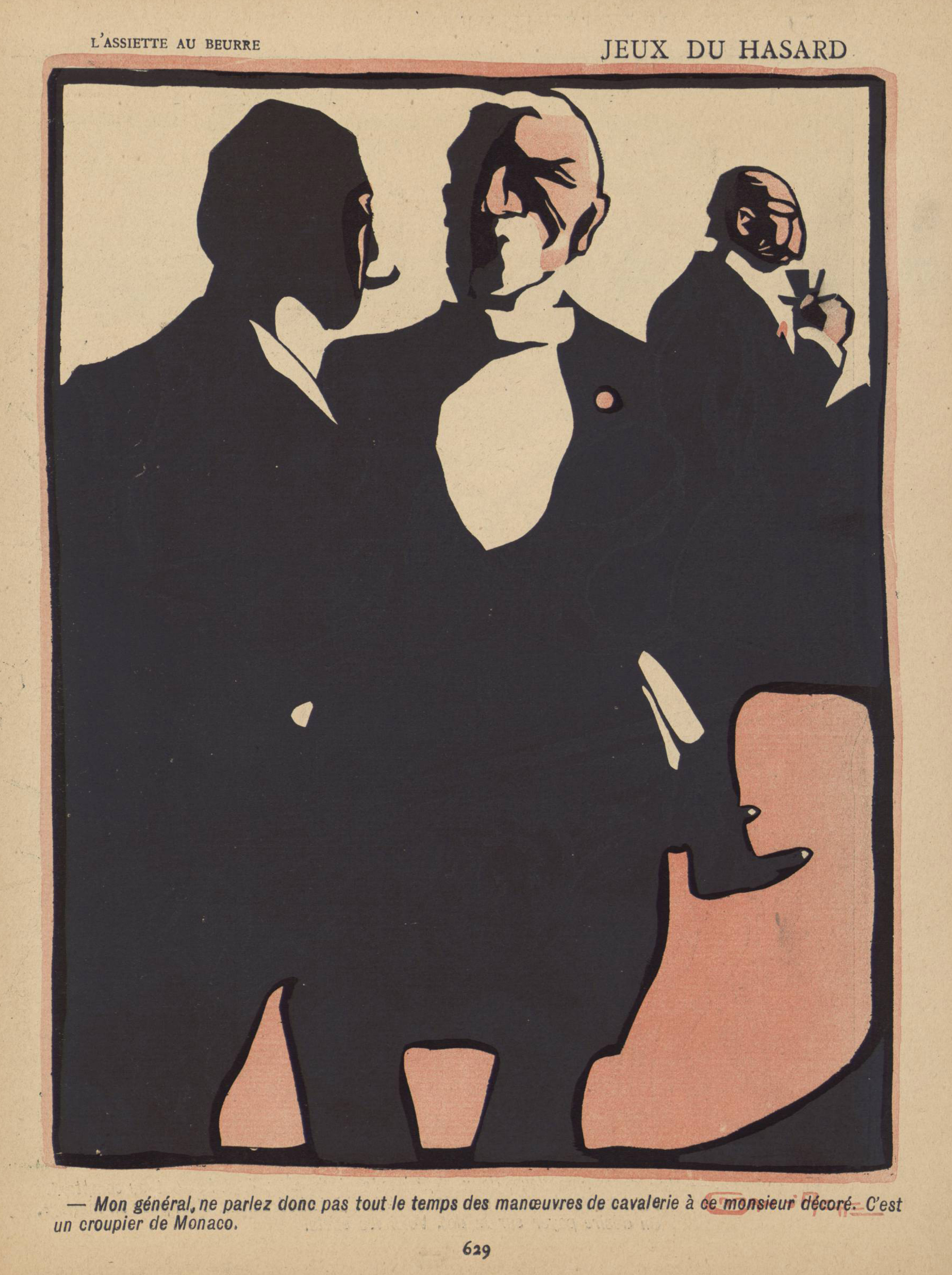
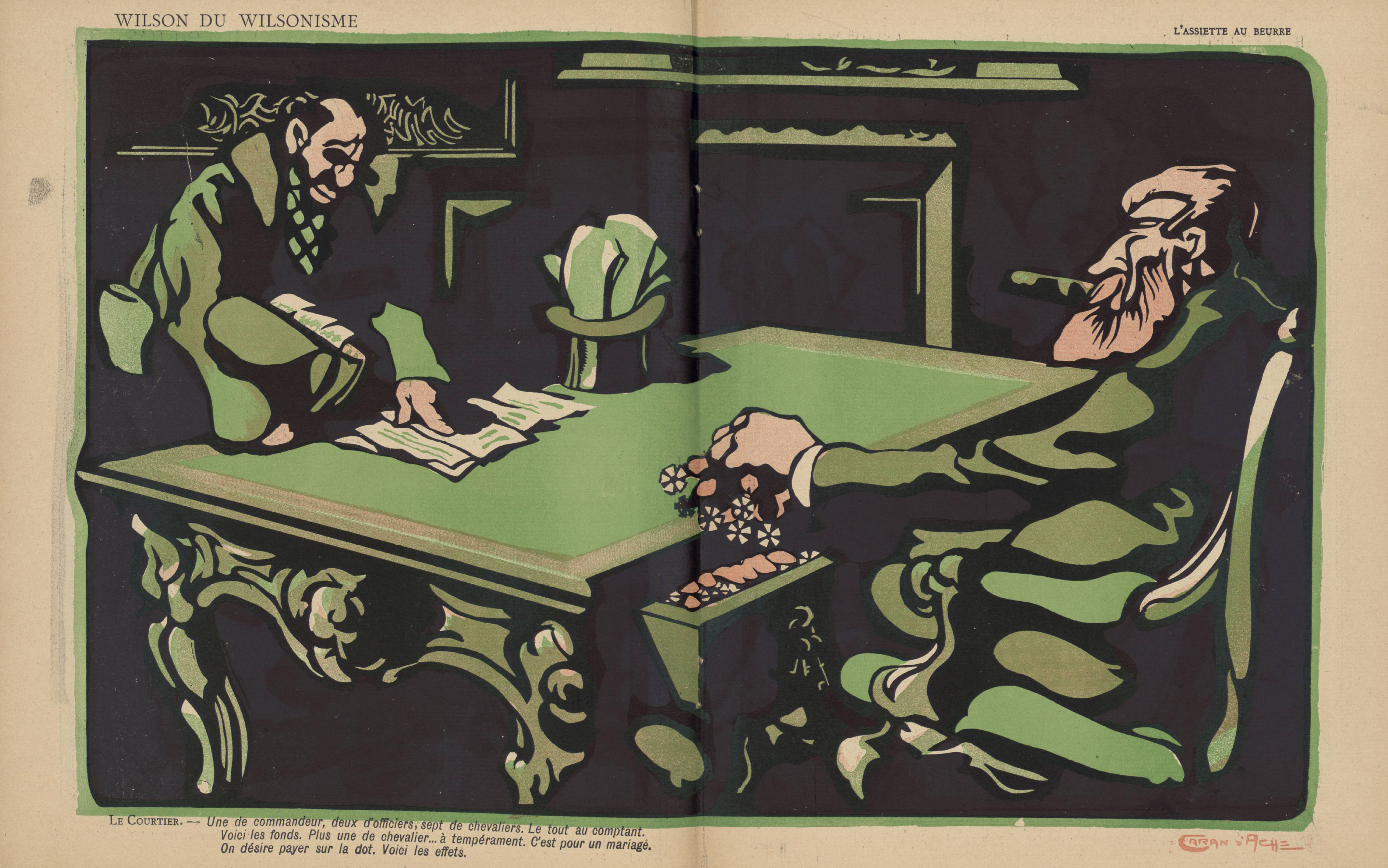
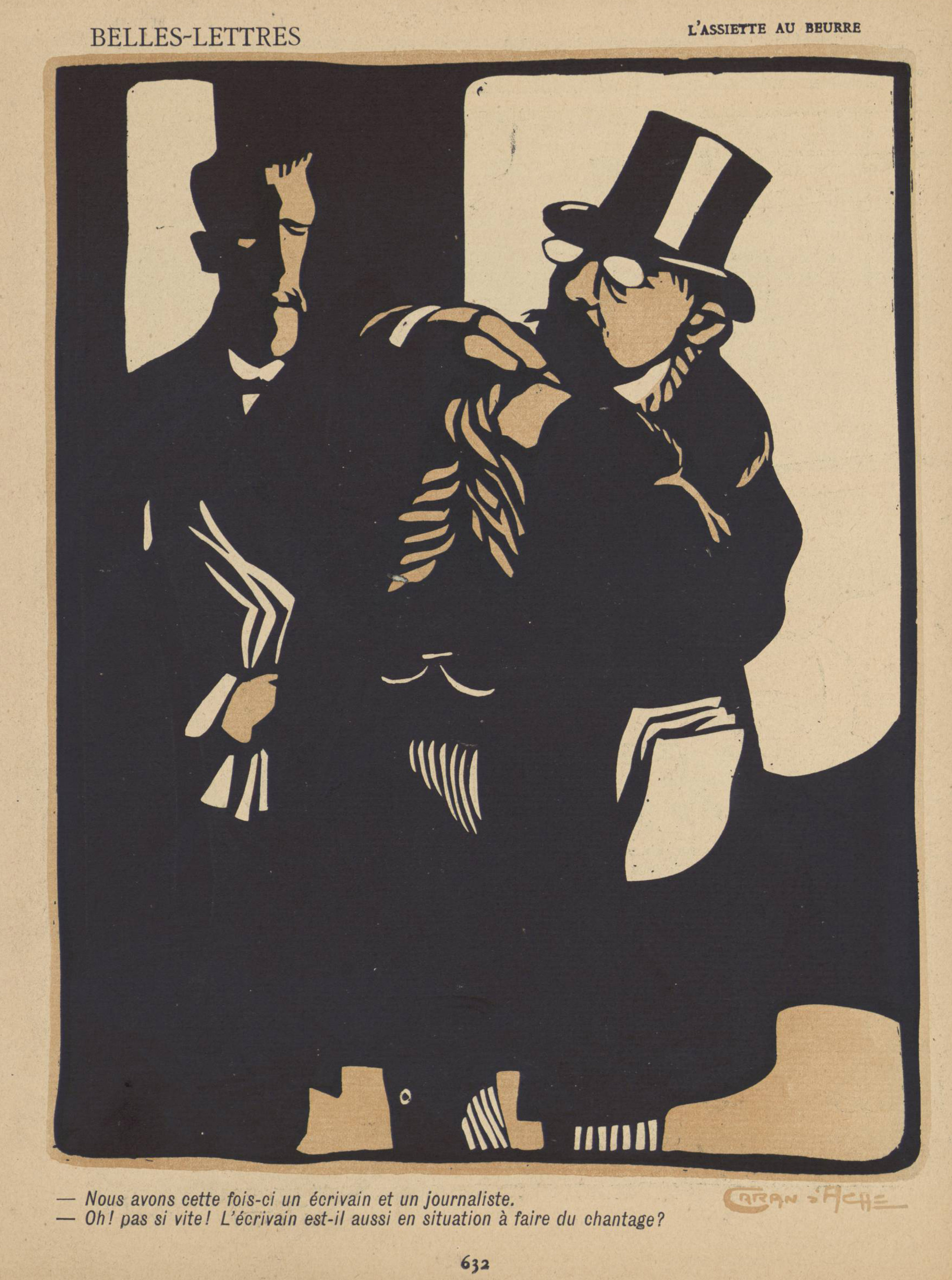
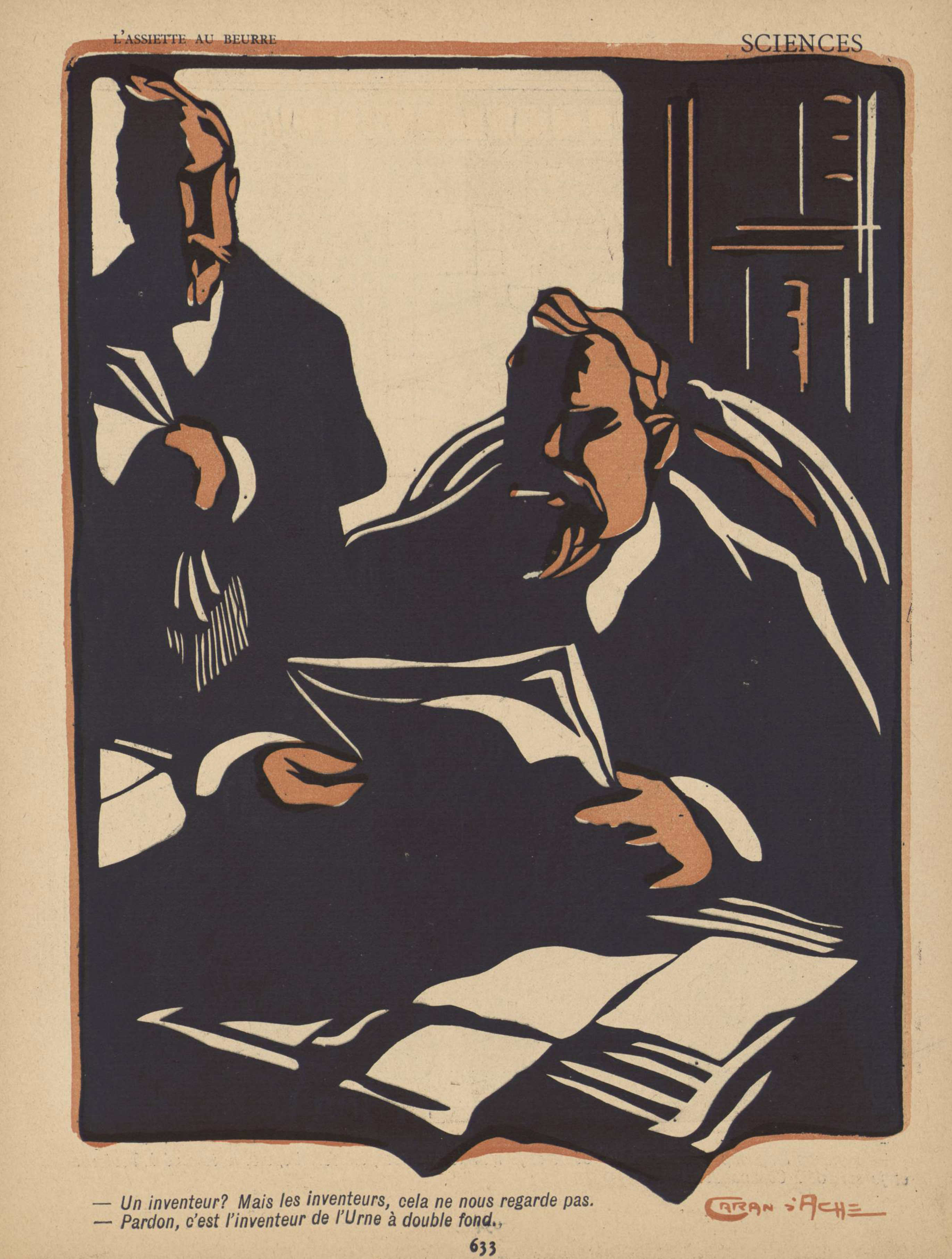
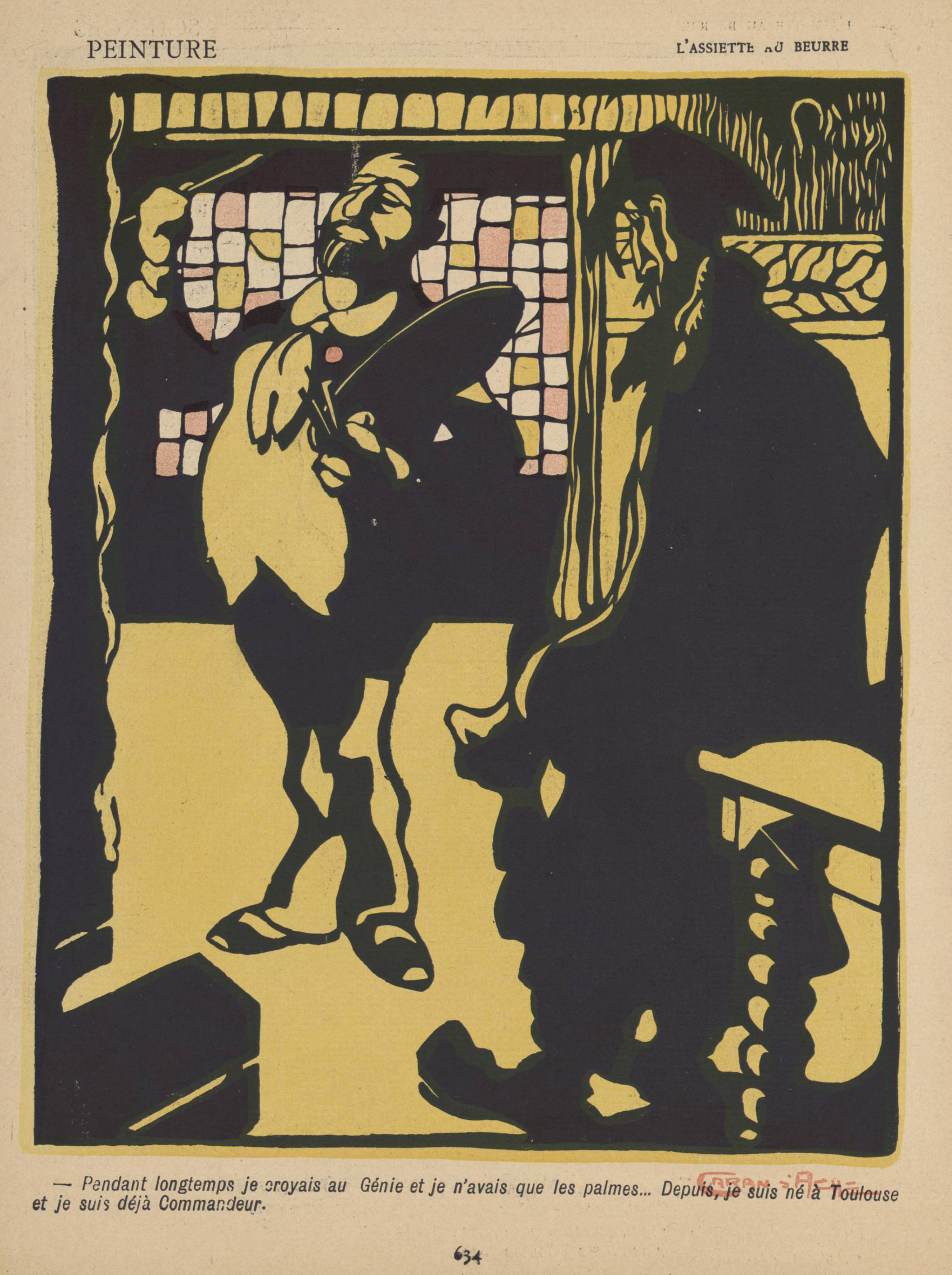
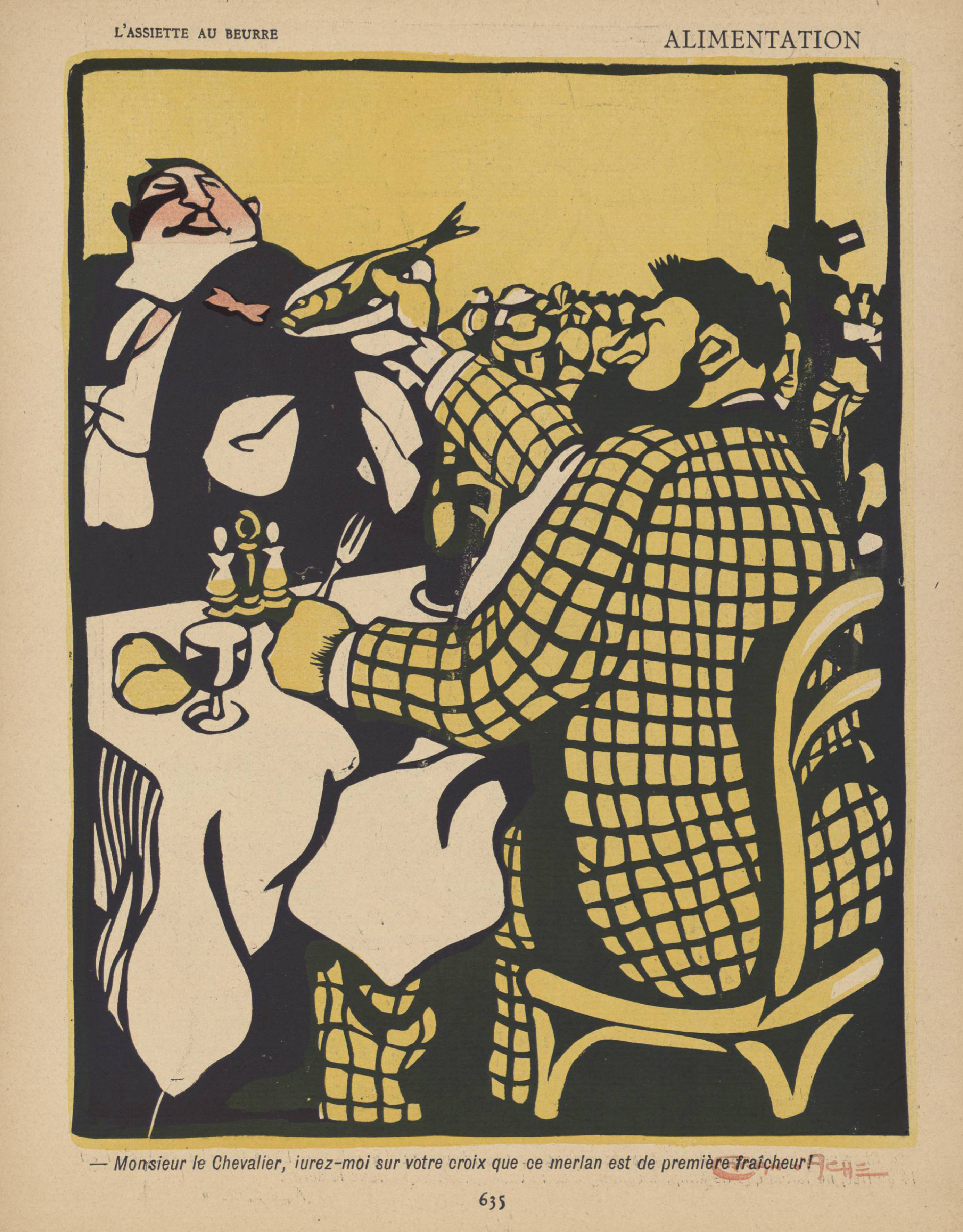
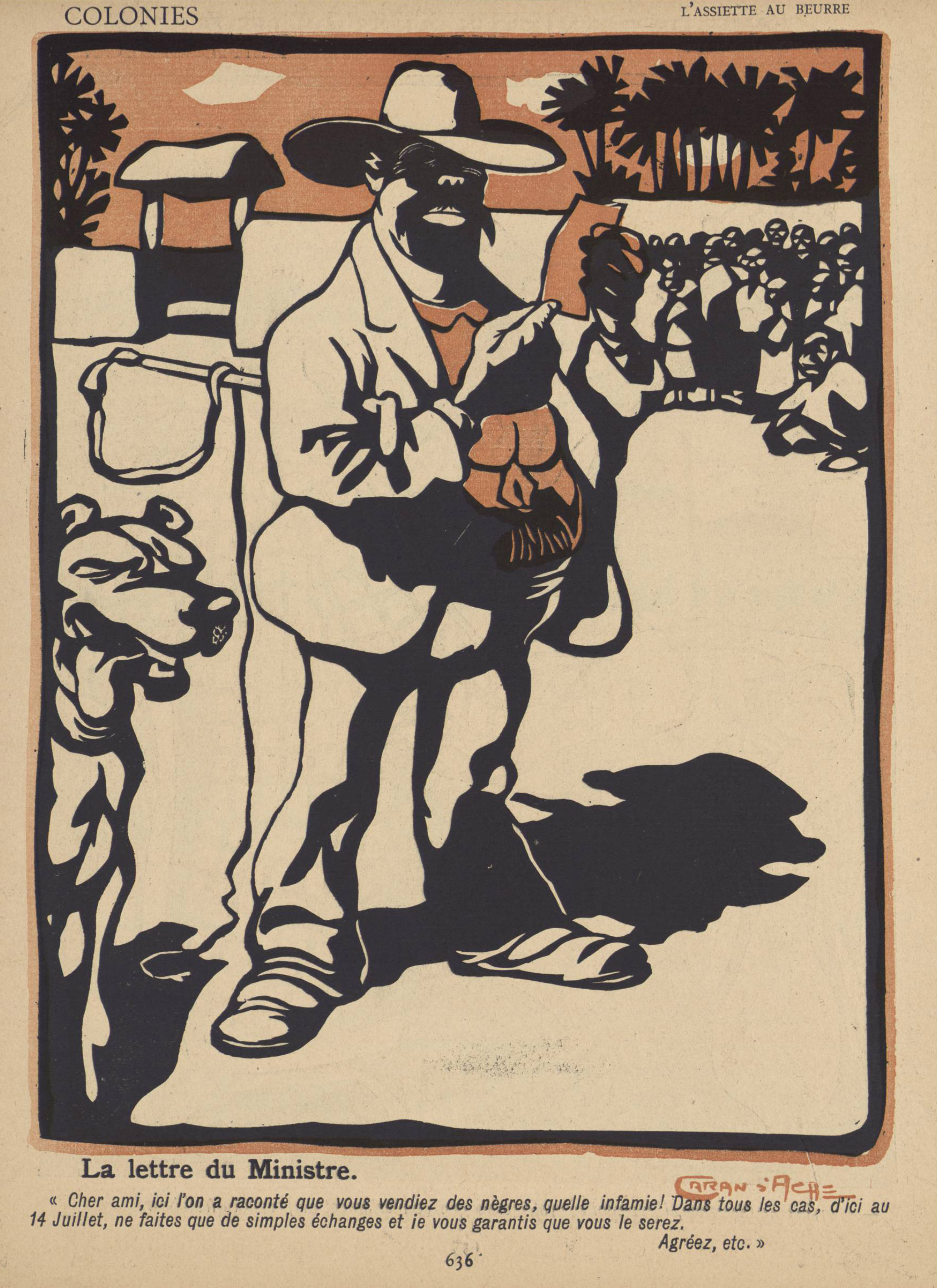
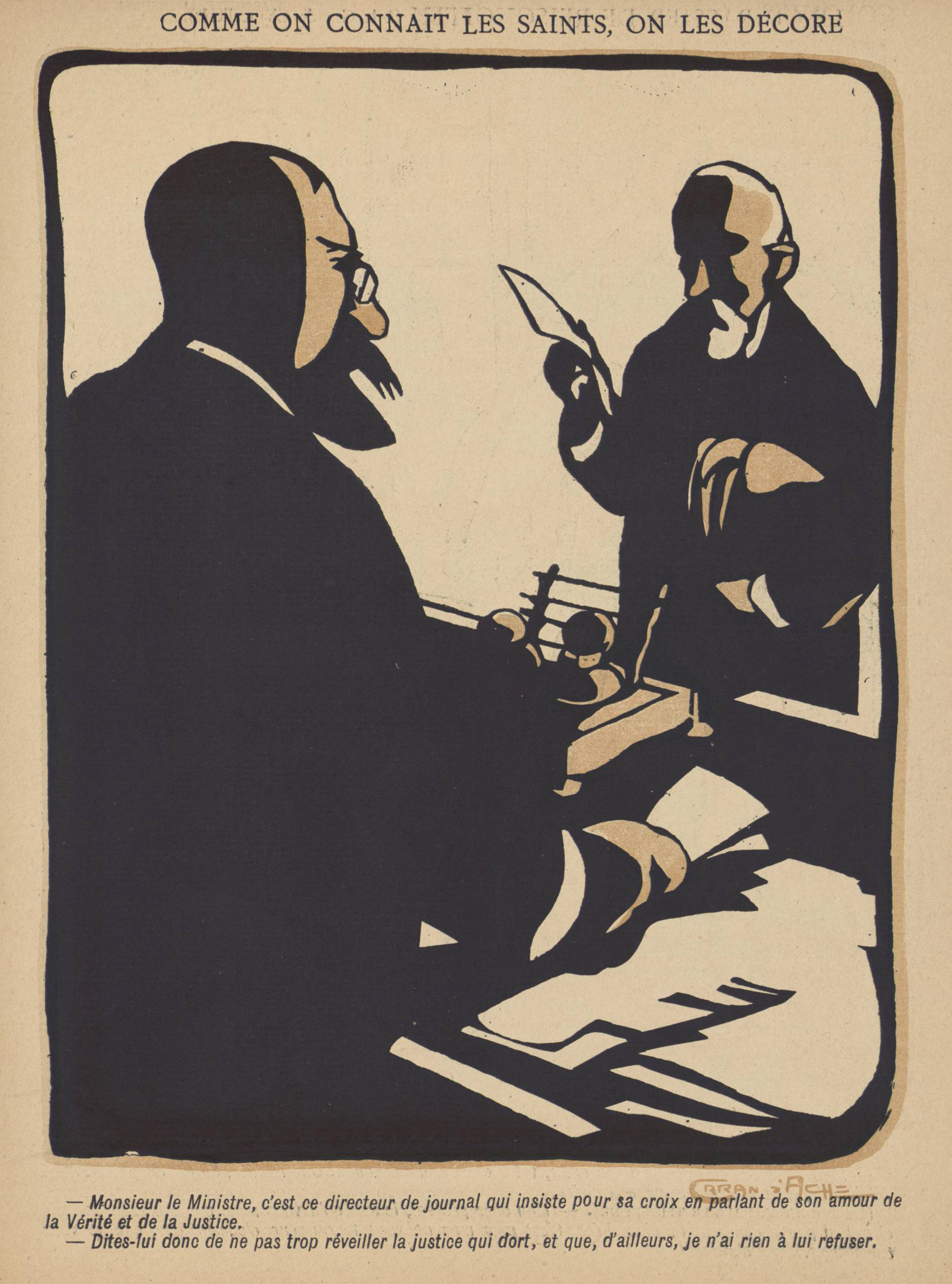
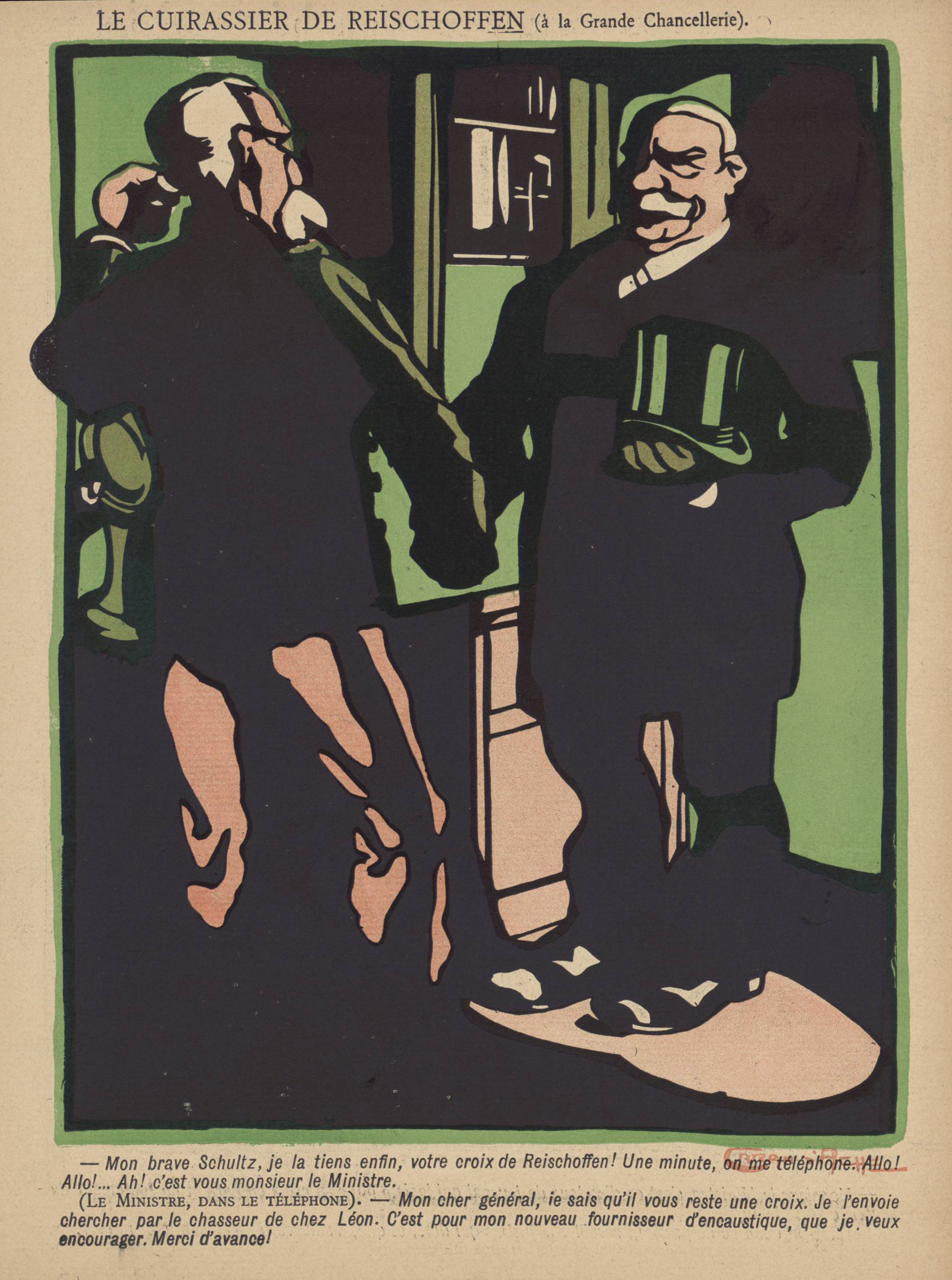
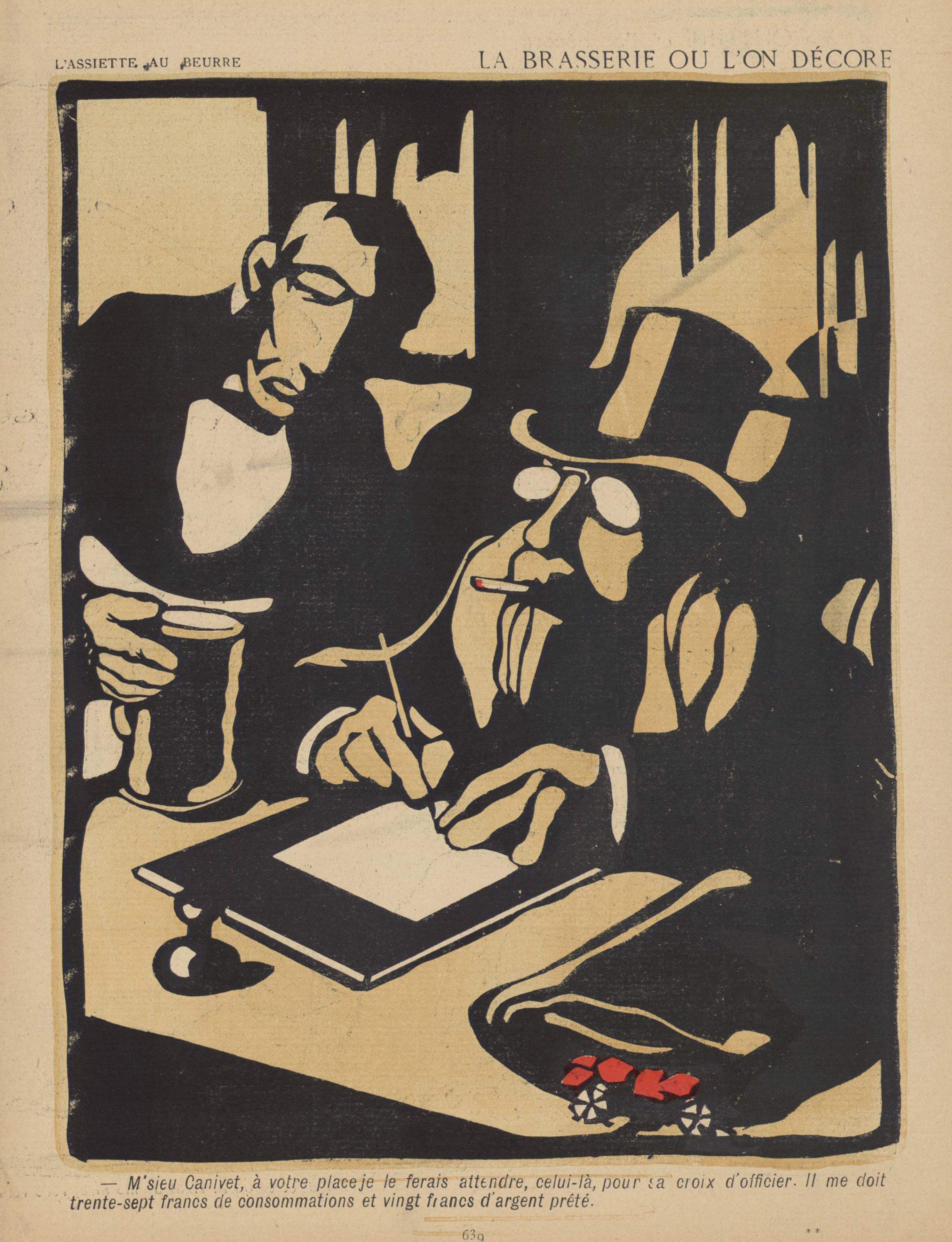
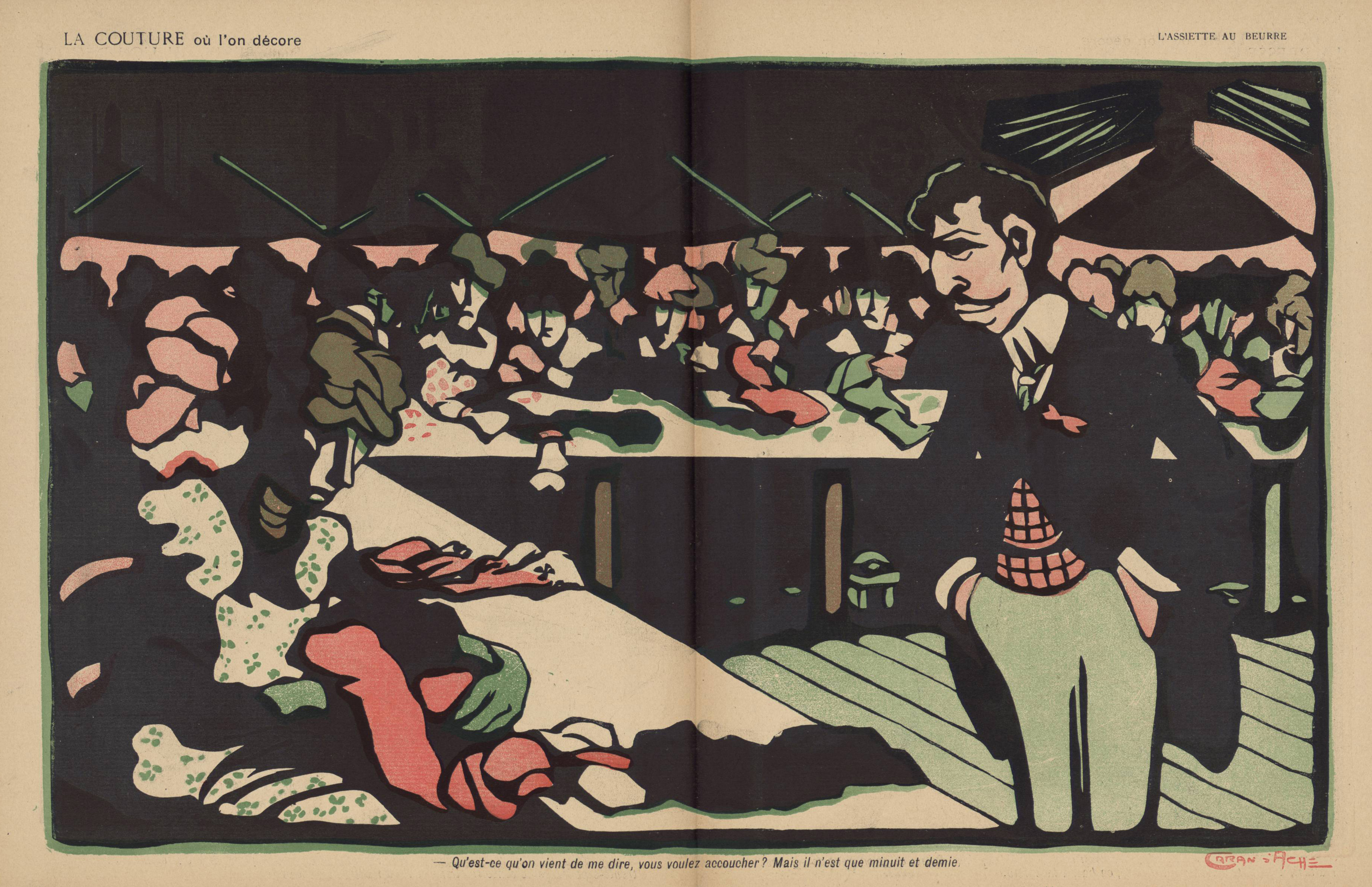
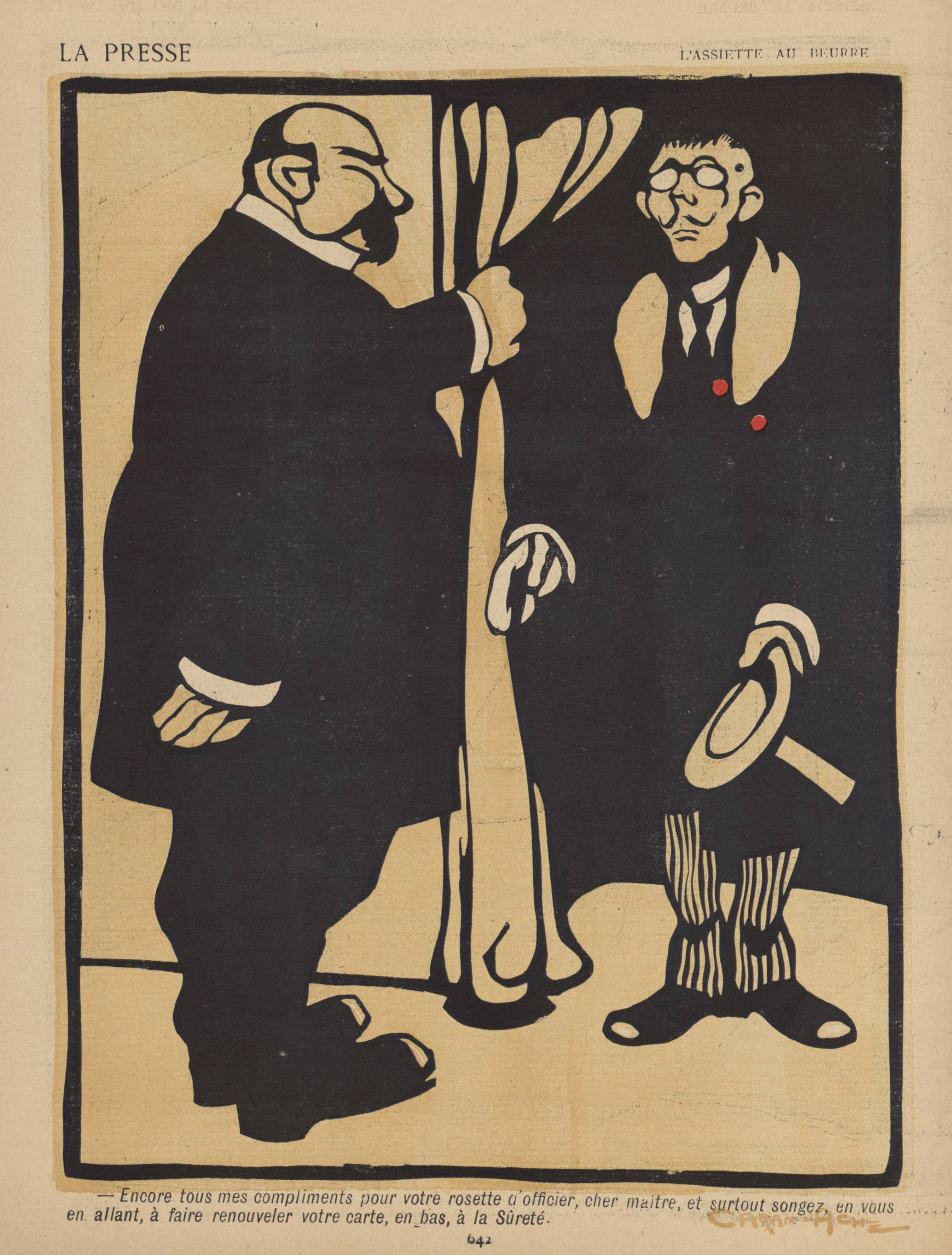
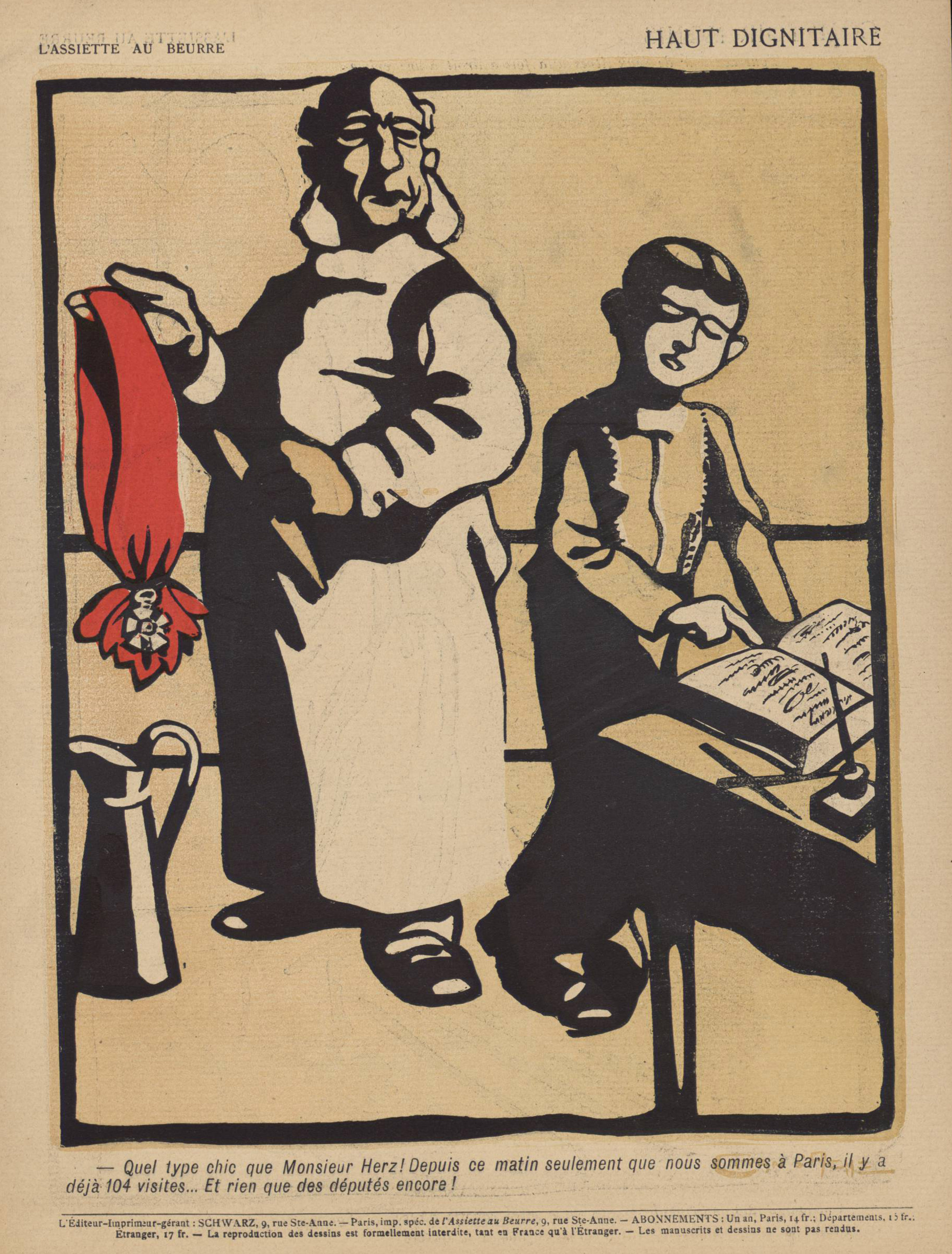